# 松下平兵衛
松下 平兵衛（まつした へいべえ、生没年不詳）は明治時代の地本問屋である。

## 来歴
明治時代に東京府本郷区元富士町1番地において地本問屋を営業している。楊洲周延の錦絵を出版している。

## 作品
- 楊洲周延 『西郷城山戦死図』 大判3枚続 明治10年（1877年）
- 楊洲周延 『鹿児島戦争図会』 大判3枚続 明治10年
- 楊洲周延 『第二回内国勧業博覧会図』 大判3枚続 明治14年（1881年）